# Május 25. tér

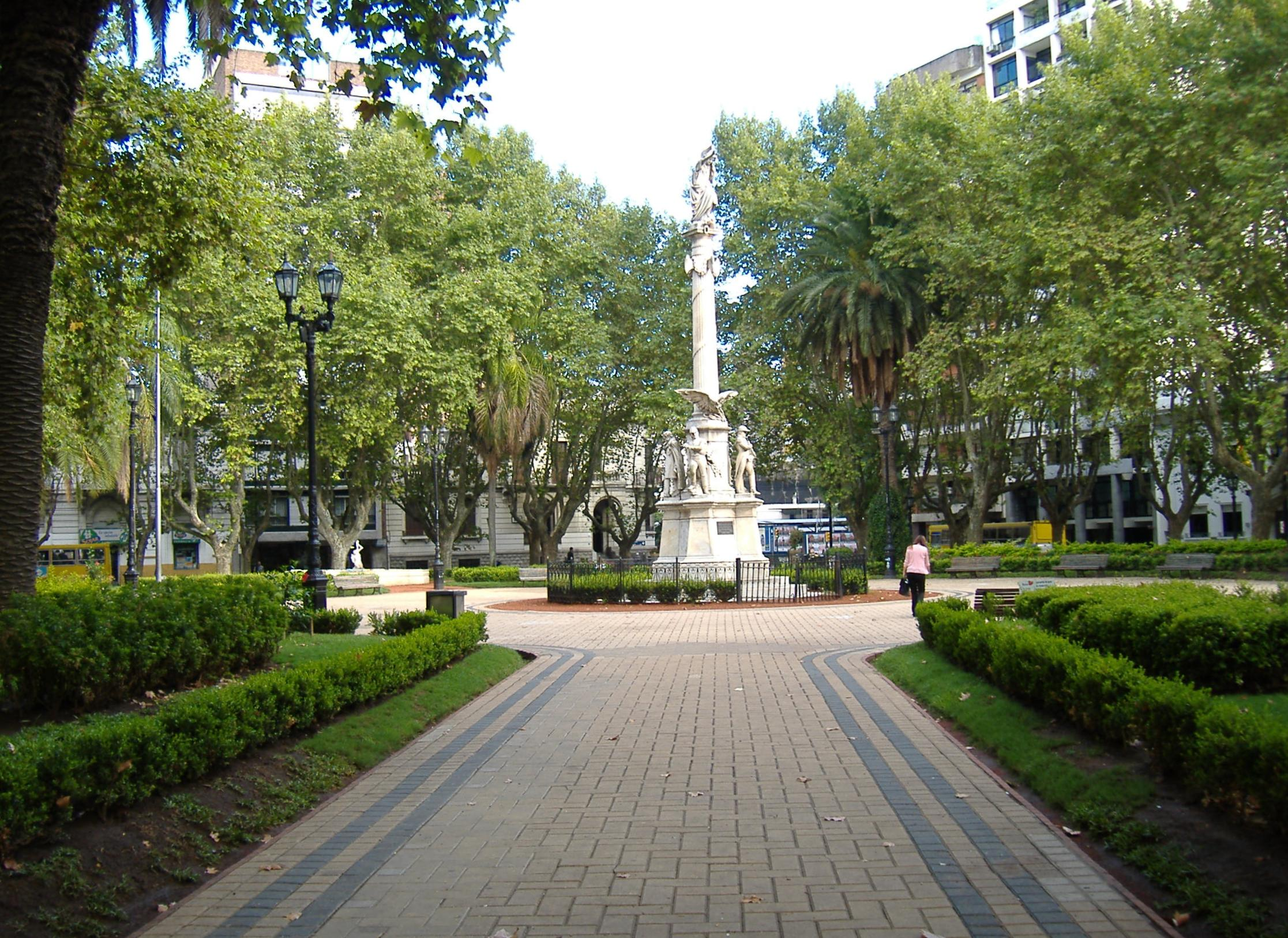
Május 25. tér

A Május 25. tér (spanyolul Plaza 25 de Mayo) Rosario főtere és közigazgatási negyede. Eredetileg az itt alapított 18. századi település központja volt. Régen egyszerűen csak Fő térnek (Plaza Principal) nevezték, mai nevét 1852-ben kapta az 1810-es májusi forradalom azon napjáról, amikor az első helyi argentin kormány megalakult Buenos Airesben.
A tér a jelenlegi belváros keleti részén fekszik a Paranától nem messze. Az egy épülettömbnyi területet a Laprida, Santa Fe, Buenos Aires és Córdoba sugárutak határolják. A tér keleti végében áll a Palacio de los Leones, a város önkormányzatának székhelye, és a Basílica Catedral de Nuestra Señora del Rosario. A két épület között indul a Nemzeti zászló emlékművéhez vezető Fogadalom Sétány (Pasaje Juramento).
A tér közepén az ország függetlenségét kivívó nemzeti hősök tiszteletére állított emlékmű áll. A központi oszlop tetején a Szabadság allegóriája látható, amit nemzeti hősök – José de San Martín tábornok, Manuel Belgrano politikus és katonai vezető, Mariano Moreno politikus és újságíró, és Bernardino Rivadavia, Argentína első elnöke – szobrai vesznek körül. Az 1883-ban készült emlékművet Alejandro Biggi faragta carrarai márványból.